# Långstjärtad härmtrast
Långstjärtad härmtrast (Mimus longicaudatus) är en sydamerikansk fågel i familjen härmtrastar inom ordningen tättingar. Den förekommer i torra och buskrika områden i Ecuador och Peru. IUCN listar den som livskraftig.

## Utseende och läte
Långstjärtad härmtrast har som namnet avslöjar en lång och elegant stjärt som den ofta håller rest när fågeln rör sig på marken. Fjäderdräkten färgad i grått, cappuccinofärgad och mer brungrått. De yttre stjärtpennorna är brett vitspetsade. Ansiktet har beskrivits som harlekintecknat. Ungfågeln är mattare färgad, med mörk ögoniris och undersidan streckad eller fläckad. 
Sången beskrivs som en rätt långsam serie med varierande fylliga visslande toner och mer skallrande ljud, ofta upprepade. Lätet är ett "garr!" eller mer raspigt "gaawrr".

## Utbredning och systematik
Långstjärtad härmtrast hittas i västra Ecuador och Peru. Den delas in i fyra underarter med följande utbredning:
- Mimus longicaudatus platensis – förekommer på Isla de La Plata (utanför västra Ecuador)
- Mimus longicaudatus albogriseus – förekommer i torra områden från sydvästra Ecuador (Manabí till södra Loja) och längst upp i norra Peru (Piura)
- Mimus longicaudatus longicaudatus – förekommer i västra Peru (La Libertad till Ica)
- Mimus longicaudatus maranonicus – förekommer i norra Peru (övre Provincia de Marañón)

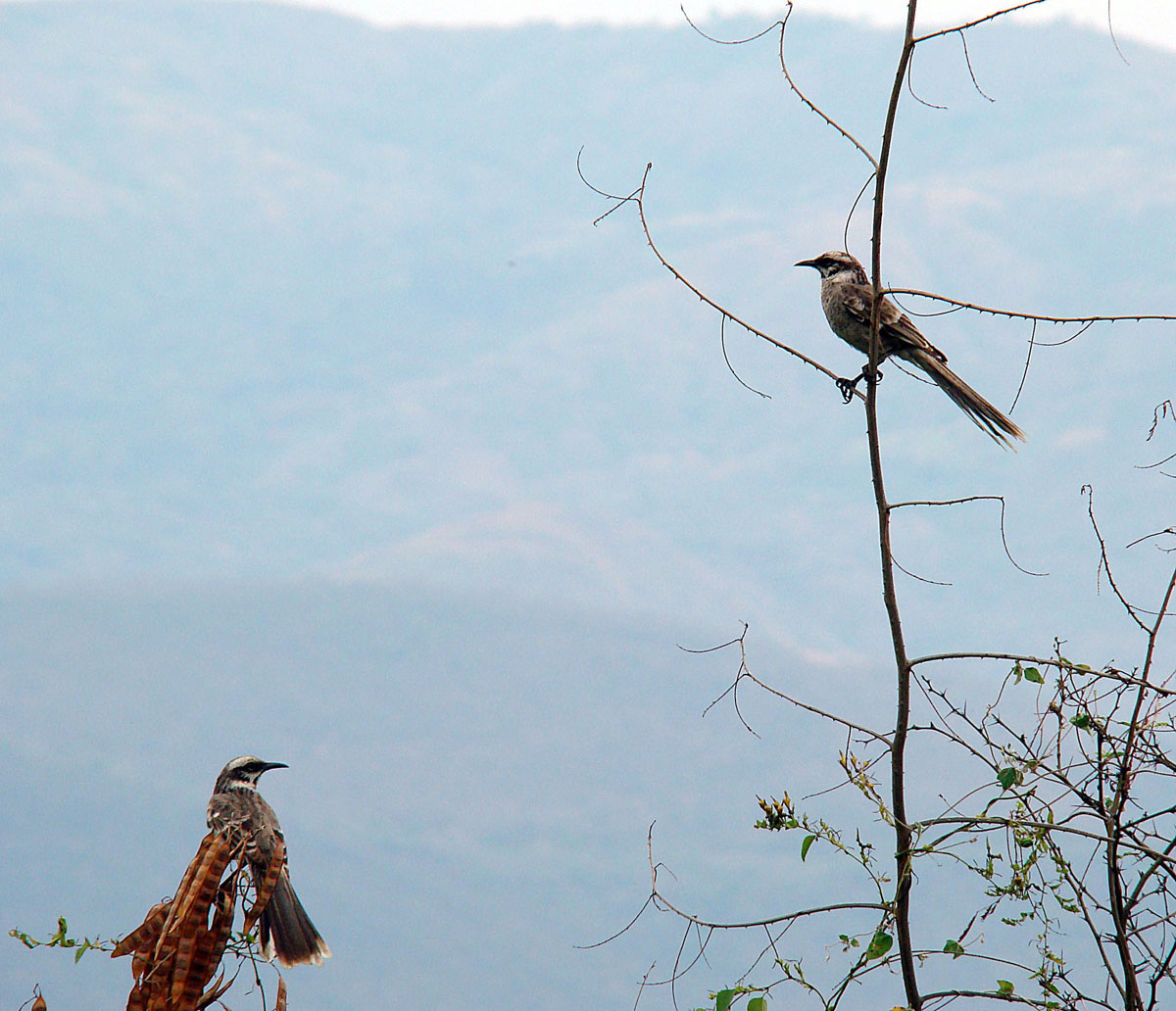
Långstjärtade härmtrastar fotograferade i norra Peru.

### Släktskap
Genetiska studier visar att långstjärtad härmtrast är systerart till en grupp bestående av den välkända nordhärmtrasten (M. polyglottos), tropikhärmtrast (M. gilvus) samt den akut hotade socorrohärmtrasten (M. graysoni).

## Levnadssätt
Långstjärtad härmtrast föredrar öppna miljöer med lågväxta buskar, intil skogsbryn, i ungskog eller i bergsbelägna buskmarker. Den ses även ofta i trädgårdar och parker. Fågeln tillbringar mycket tid på marken och springer snabbt på sina relativt långa ben.

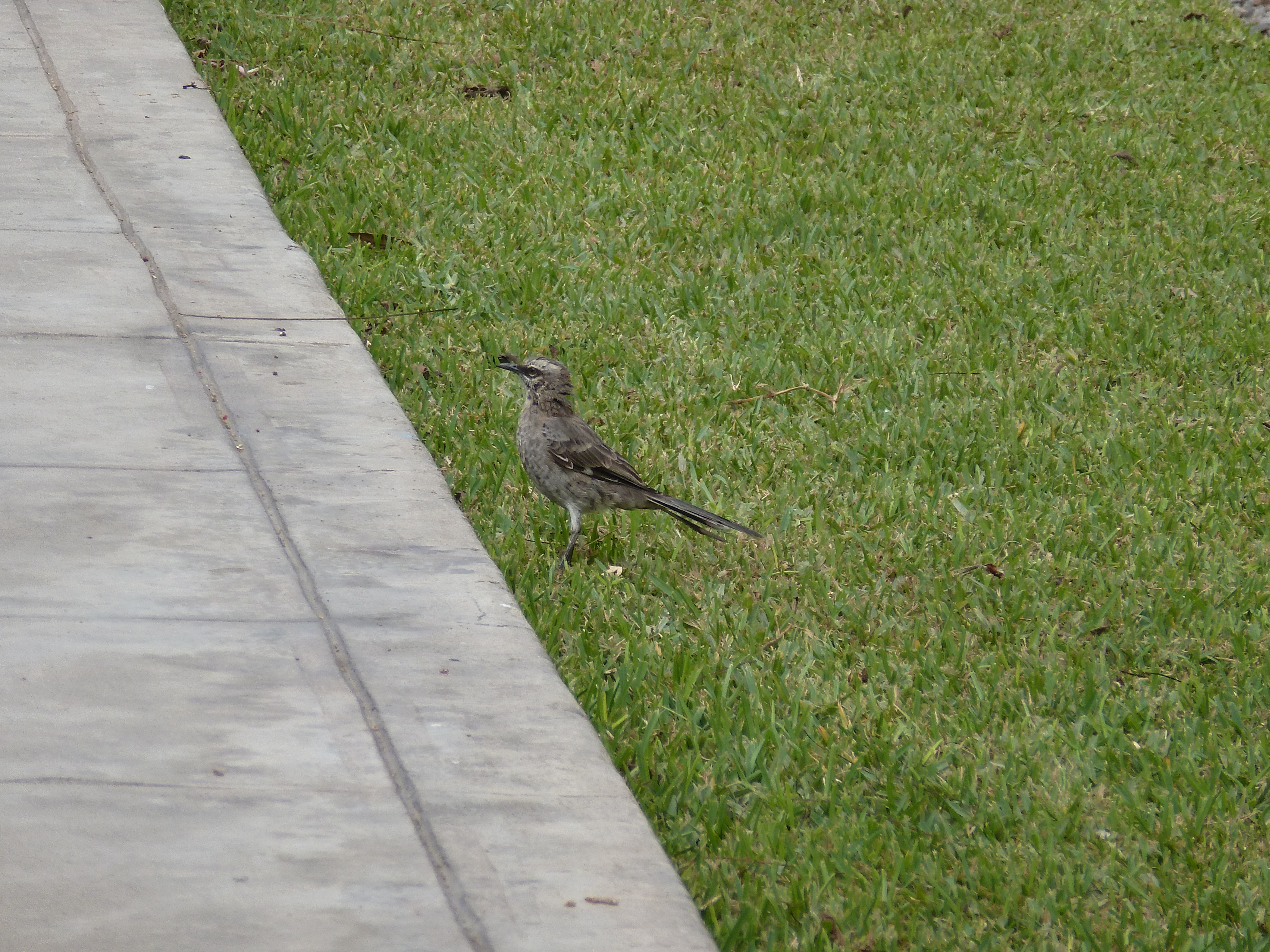
Långnäbbad härmtrast är en vanlig syn på gräsmattor i parker och trädgårdar.

### Häckning
Långstjärtad härmtrast lägger ljusblå, brun- och gråfläckade ovala ägg. Arten är kraftigt utsatt för boparasitism. I en studie av bon bestånd sex av sju av två arter.

## Status
Artens populationsutveckling är okänd, men utbredningsområdet är stort. Internationella naturvårdsunionen IUCN listar därför arten som livskraftig.